# Torre de l'Alfàndiga
La Torre de l'Alfàndiga és una construcció d'origen àrab al terme municipal d'Algímia d'Almonesir, a la comarca valenciana de l'Alt Palància declarada Bé d'Interés Cultural. És de planta quadrada, amb la tàpia de maçoneria sobre una base que anivella el terreny. La porta d'entrada és a uns dos metres d'altura. Entre les restes interiors hi ha una volta, que podria ser per cobrir els magatzems de la torre. No s'han conservat els coronaments i els forjats interiors. Es troba a uns dos quilòmetres de la població, en un xicotet promontori a la vora de la carretera que comunica Algímia amb l'Alcúdia de Veo. La seua funció és defensiva i de vigilància de qualsevol incursió a la Serra d'Espadà; es comunica amb el castell de la Vall d'Almonesir.